# Merete Mazzarella

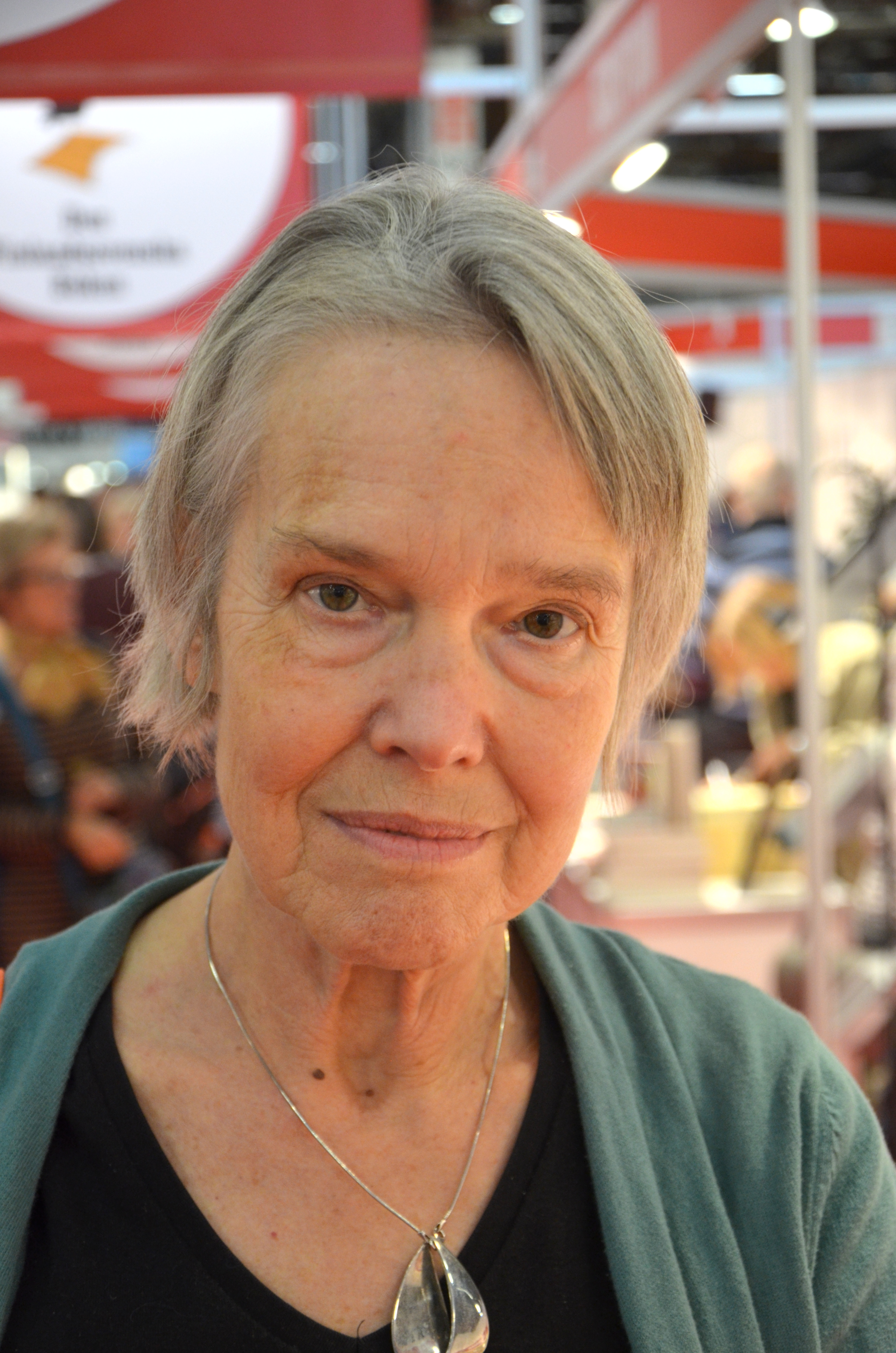
Merete Mazzarella (2014)

Signe Merete Mazzarella (geborene Schreck; * 4. Februar 1945 in Helsinki) ist eine finnlandschwedische Schriftstellerin und Literaturwissenschaftlerin.

## Leben und Wirken
Mazzarella wuchs in der Schweiz, in China, in der Türkei und in England auf. Sie ist die Tochter des Botschafters Wilhelm Schreck und seiner Frau Annamarie Cleeman. Zwischen 1968 und 1977 war sie verheiratet mit dem Englischdozenten Silvester Mazzarella; in zweiter Ehe war sie mit dem Literaturhistoriker Lars Gustafsson (1927–2017) verbunden, und seit 2012 ist sie mit dem Philosophen Lars Hertzberg verheiratet. Ihr Sohn Ville lebt in Chicago.
Von 1973 bis 1995 war Mazzarella Dozentin für finnlandschwedische Literatur an der Universität Helsinki. Sie promovierte 1981 mit einer Dissertation zu Eyvind Johnson.
Mazzarella war Dozentin für Literaturwissenschaft in Åbo 1988, später in Helsinki, wo sie 1998 Professor wurde.  Mazzarella ist Mitarbeiterin der Zeitungen Hufvudstadsbladet, Nya Argus, Dagens Nyheter, Sydsvenska Dagbladet och Svenska Dagbladet. Die Universität Uppsala ernannte sie 2006 zum Ehrendoktor der Medizin.
Merete Mazzarellas erstes autobiografisches Buch Först sålde de pianot (Zuerst haben sie das Klavier verkauft) erschien 1979. Darin schildert sie das Leben als Tochter eines Botschafters. Mazzarella ist allerdings hauptsächlich wegen ihrer literaturwissenschaftlichen Arbeiten und ihrer Essays bekannt. Darin behandelt sie verschiedene Zeiterscheinungen analytisch und reflektierend, auf oft humoristische Weise kombiniert mit Beispielen aus der schönen Literatur.

## Preise und Auszeichnungen (Auswahl)
- 1995 Fredrika-Runeberg-Stipendium
- 2003 Karl-Emil-Tollander-Preis
- 2004 Lundequistska bokhandelns litteraturpris
- 2007 Tegnérpriset
- 2021 Finnland-Preis der Schwedischen Akademie

## Werke (Auswahl)
- Först sålde de pianot 1979 (Zuerst verkauften sie das Klavier 1994)
- Att spela sitt liv 1981
- Myt och verklighet: berättandets problem i Eyvind Johnsons roman Strändernas svall 1981 (Dissertation)
- Påsk 1983
- Från Fredrika Runeberg till Märta Tikkanen: Frihet och beroende i finlandssvensk kvinnolitteratur 1985
- Den okände sällskapsresenären 1987
- Det trånga rummet 1989
- Samtal 1990
- Agnes von Krusenstjerna 1992
- Hem från festen 1992 (Heimkehr vom Fest 1996)
- Att skriva sin värld 1993
- Tanten och krokodilen 1995
- Otrohetens lockelse 1997
- Där man aldrig är ensam 1999
- Då svänger sig sommaren kring sin axel 2000
- Linjer mellan stjärnor 2002
- November 2004
- Den goda beröringen 2005
- Fredrika Charlotta född Tengström: en nationalskalds hustru 2007
- När vi spelade Afrikas stjärna: En bok om barnbarn 2008